# Psidium montanum
Psidium montanum är en myrtenväxtart som beskrevs av Olof Swartz. Psidium montanum ingår i släktet Psidium och familjen myrtenväxter. Inga underarter finns listade i Catalogue of Life.